# Turpi úrfi
A Turpi úrfi (eredeti cím: Top Cat, az Egyesült Királyságban Boss Cat) amerikai televíziós rajzfilmsorozat, amely a Hanna-Barbera által készített és 1961. szeptember 27. és 1962. április 18. között futott az ABC csatornán. A címszereplő Turpi úrfi (az angol eredetiben Top Cat), aki egy piti manhattani városi macska-(bűn)banda vezére. Annak ellenére, hogy nagy sikert aratott az Egyesült Államokban, Mexikóban és az Egyesült Királyságban, csak 30 epizód készült belőle.
Magyar nyelven három szinkronváltozata készült, először a Magyar Televízió sugározta 1985-től 1990-ig, majd a TV2 is műsorra tűzte 1997-től 1999-ig. Magyar nyelven 2012 óta a harmadik szinkronváltozatával sugározza a Boomerang. Angol szinkronnal látható volt Magyarországon a Cartoon Networkön is 1999-től 2001-ig, illetve 2005-től 2012-ig a Boomerangon. A sorozat alapján több film is készült: 1988-ban a Turpi úrfi és a Beverly Hills-i macskák, 2013-ban a Turpi úrfi: A film, illetve 2015-ben a Macskalandra fel!

## Szinkronok, névváltozatok
A Turpi úrfit több néven és szinkronnal is adták, sok szereplőnek eltérő neve is volt egyben. Ma a második szereposztás szerinti szinkronváltozatot sugározzák.
| Név                                                | Név                    | Eredeti hang     | Magyar hang   | Magyar hang     | Magyar hang        |
| Név                                                | Név                    | Eredeti hang     | MTV (1969)    | ZOOM (1993)     | MTV2 (1997)        |
| -------------------------------------------------- | ---------------------- | ---------------- | ------------- | --------------- | ------------------ |
| Turpi úrfi                                         | Top Cat                | Arnold Stang     | Bodrogi Gyula | Maros Gábor     | Papp János         |
| Pepi (1. szo.) Bütyök (2. szo.)                    | Benny the Ball         | Maurice Gosfield | Pathó István  | Kerekes József  | Harsányi Gábor     |
| Csucsu (1. szo.) Csücsök (2. szo.)                 | Choo-Choo              | Marvin Kaplan    | Zenthe Ferenc | Varga T. József | Háda János         |
| Pipec (1. szo.) Ficsúr (2. szo.)                   | Fancy-Fancy            | John Stephenson  | Nádai Pál     | Bor Zoltán      | Kolos István       |
| Kobak (1. szo.) Gógyi (2. szo.)                    | Brain                  | Leo De Lyon      | Verebély Iván | Kocsis György   | Alföldi Róbert     |
| Izé (1. szo.) Csoki (2. szo.)                      | Spook                  | Leo De Lyon      | Tyll Attila   | Harsányi Gábor  | Pusztaszeri Kornél |
| Szimat (1. szo.) Fogdmeg (2. szo.) Cövek (3. szo.) | Officer Charlie Dibble | Allen Jenkins    | Horváth Pál   | Perlaki István  | Áron László        |

- További magyar hangok (1. magyar szinkronban): Bregyán Péter, Farkas Antal, Gelley Kornél, Hadics László, Horkai János, Pártos Erzsi (Pepi mamája), Somogyvári Pál, Velenczey István
- További magyar hangok (2. magyar szinkronban): Antal László, Beregi Péter, Berzsenyi Zoltán, Buss Gyula, Csurka László, Dallos Szilvia, Dimulász Miklós, Gruber Hugó, Gyimesi Pálma, Háda János, Horkai János, Izsóf Vilmos, Kardos Gábor, Komlós András, Pathó István, Pásztor Erzsi
- További magyar hangok (3. magyar szinkronban): Bitskey Tibor, Csankó Zoltán, Czigány Judit, Dobránszky Zoltán, Hollósi Frigyes, Horkai János, Kardos Gábor, Kránitz Lajos, Kokas László, Láng József, Makay Sándor, Mikula Sándor, Rudas István, Sajgál Erika

## Évados áttekintés
| Évad | Évad | Epizódok | Eredeti sugárzás     | Eredeti sugárzás  | Magyar sugárzás | Magyar sugárzás |
| Évad | Évad | Epizódok | Évadpremier          | Évadfinálé        | Évadpremier     | Évadfinálé      |
| ---- | ---- | -------- | -------------------- | ----------------- | --------------- | --------------- |
|      | 1    | 30       | 1961. szeptember 27. | 1962. április 18. |                 |                 |

## 1. évad
Az epizódok magyar címe zömmel a 3. szinkronból származnak.
| #   | Eredeti cím                     | Magyar cím                                                                | Eredeti premier      | Magyar premier |
| --- | ------------------------------- | ------------------------------------------------------------------------- | -------------------- | -------------- |
| 1.  | Hawaii - Here We Come           | Megyünk Hawaii-ra                                                         | 1961. szeptember 27. |                |
| 2.  | The Maharajah of Pookajee       | Hantamandi maharadzsa (1. szinkron) A pookajee-i maharadzsa (3. szinkron) | 1961. október 4.     |                |
| 3.  | All That Jazz                   | Új tag a galeriben (1. szinkron) Hódít a Jazz (3. szinkron)               | 1961. október 11.    |                |
| 4.  | The $1,000,000 Derby            | Az egymillió dolláros derby                                               | 1961. október 18.    |                |
| 5.  | The Violin Player               | A hegedűvirtuóz (1. szinkron) A hegedűművész (3. szinkron)                | 1961. október 25.    |                |
| 6.  | The Missing Heir                | Az eltűnt örökös                                                          | 1961. november 1.    |                |
| 7.  | Top Cat Falls in Love           | Eszkimóka (1. szinkron) Turpi szerelmes (3. szinkron)                     | 1961. november 8.    |                |
| 8.  | A Visit from Mother             | A mama látogatása                                                         | 1961. november 15.   |                |
| 9.  | Naked Town                      | Külvárosi forgatás                                                        | 1961. november 22.   |                |
| 10. | Sergeant Top Cat                | Turpi őrmester                                                            | 1961. november 29.   |                |
| 11. | Choo-Choo's Romance             | Csücsök szíve csücske                                                     | 1961. december 6.    |                |
| 12. | The Unscratchables              | A rettenthetetlenek (1. szinkron) Az acélkarmúak (3. szinkron)            | 1961. december 13.   |                |
| 13. | Rafeefleas                      | Az eltűnt szkarabeusz                                                     | 1961. december 20.   |                |
| 14. | The Tycoon                      | A különc milliárdos (1. szinkron) Az iparmágnás (3. szinkron)             | 1961. december 27.   |                |
| 15. | The Long Hot Winter             | Téli kégli (1. szinkron) Hosszú, forró tél (3. szinkron)                  | 1962. január 3.      |                |
| 16. | The Case of the Absent Anteater | A szökevény hangyász esete                                                | 1962. január 10.     |                |
| 17. | T.C. Minds the Baby             | Turpi, a szárazdajka                                                      | 1962. január 17.     |                |
| 18. | Farewell, Mr. Dibble            | Szimat a Kék Fényben (1. szinkron) Isten veled, Cövek Közeg (3. szinkron) | 1962. január 24.     |                |
| 19. | The Grand Tour                  | Kultúrtúra (1. szinkron) A nagy utazás (3. szinkron)                      | 1962. január 31.     |                |
| 20. | The Golden Fleecing             | A Póker asszony csókja                                                    | 1962. február 7.     |                |
| 21. | Space Monkey                    | Az űrmajom                                                                | 1962. február 14.    |                |
| 22. | The Late T.C.                   | Turpi utolsó órája (1. szinkron) Turpi megboldogul (3. szinkron)          | 1962. február 21.    |                |
| 23. | Dibble's Birthday               | Szimat születésnapja (1. szinkron) Cövek születésnapja (3. szinkron)      | 1962. február 28.    |                |
| 24. | Choo-Choo Goes Ga-Ga            | Csücsök begolyózik                                                        | 1962. március 7.     |                |
| 25. | King for a Day                  | Az egynapos király                                                        | 1962. március 14.    |                |
| 26. | The Con Men                     | A lóvátevők                                                               | 1962. március 21.    |                |
| 27. | Dibble Breaks the Record        | Cövek rekordot dönt                                                       | 1962. március 28.    |                |
| 28. | Dibble Sings Again              | Szimat énekel (1. szinkron) Cövek dalra fakad (3. szinkron)               | 1962. április 4.     |                |
| 29. | Griswald                        | A véreb                                                                   | 1962. április 11.    |                |
| 30. | Dibble's Double                 | Fogdmeg hasonmása (2. szinkron)                                           | 1962. április 18.    |                |

## Leírás
Turpi úrfi egy manhattani szemeteskukában él, bandájának tagjaihoz hasonlóan, melyet Szeszély, Kísértet, Bendő Benő, Agy és Csucsu alkot. A Turpi úrfi karaktereit egy amerikai tévés komédia, a The Phil Silvers show inspirálta. Arnold Stang kölcsönözte Turpi úrfi hangját, míg Maurice Gosfield, aki Duane Doberman-t alakította a The Phil Silvers showban, szinkronizálta Bendő Benőt, a főszereplő kis növésű, kissé lassú, hebehurgya barátját és egyben segédjét.
A részek állandó mellékszereplője és mellékszála Cövek Károly biztos úr, egy rendőr, aki gyakran jár a macskák környékére, hogy elkaphassa és lecsukhassa őket, de ez irányú kísérletei rendre kudarcot vallanak. Cövek megjelenését Allan Jenkinsről mintázták, aki őt szinkronizálta. A sorozat népszerűségét jellemzi, hogy a Dibble szó (Cövek biztos úr angol neve) az amerikai köznyelvben a rendőrökre használt szleng kifejezéssé vált.
1985-ben Turpi úrfi feltűnt a Maci Laci kincset keres-ben, benne számos más Hanna–Barbera-szereplő társaságában. 1991-ben egy tinédzser macska képében tűnt fel az NBC Hé, Maci! című animációs sorozatában. 1987-ben a Turpi úrfiból mozifilm is készült Turpi úrfi és a Beverly Hills-i macskák címmel, amelyben a banda egy fiatal lánynak segített megszerezni a rá hagyott örökséget. Ezen kívül számos más rajzfilmben tűnt még föl Turpi úrfi, illetve a sorozat egyéb szereplői.
2016-tól a DC Comics (Superman, Batman, Wonder Women) készít képregényeket a régi Hanna-Barbera karakterekkel (Hanna-Barbera Beyond). Ezek a régi karakterek kicsit sötétebb és hétköznapibb változatai, amellyel elsősorban a felnőtt olvasókat (akik gyerekkorát meghatározták ezek a rajzfilmek) célozzák meg. Emiatt néhány füzetben felbukkannak a kiadó szuperhősei is. Egy ilyen kötet rövid történetében pedig Batmannek így válik ellenfelévé egy lila kalapos macska Archiválva 2017. május 9-i dátummal a Wayback Machine-ben...

## Szereplők
A szereplőlista a második szinkronváltozatban használt neveket, szinkronhangokat részesíti előnyben, mivel ezt a szinkronváltozatot sugározzák jelenleg.

### Turpi úrfi
Turpi úrfi a bandavezér macska, aki a legokosabb, de főleg legravaszabb macska a csapatból. Felelősséget érez barátai jóléte és megfelelő ellátása iránt, ezért – legtöbbször Cövek közeget kihasználva – jól kitervelt, fondorlatos tervei segítségével próbál számukra ételt, szállást, vagy pénzt szerezni. Ezek megszerzése közben viszont a törvény számára nem akadály, sokszor magával rántva ezzel a banda többi tagját.

Magyar hangja: Papp János (eredetileg Bodrogi Gyula. A filmben, az első szinkronváltozatban Maros Gábor, második szinkronváltozatban Dunai Tamás)

### Bütyök
Bütyök egy kék bundájú macska, a banda legfiatalabb tagja. Felnéz Turpira, legtöbbször nem látja át terveit, de úgy gondolja, Turpi akármit mond vagy tesz, az csak javára válhat. A legjószívűbb macska a bandából, sokszor Turpi lelkiismereteként is funkcionál, de gyakran előfordul az is, hogy Turpi helyett ő végzi el a piszkos munkát, amiből ő észre sem vesz semmit.

Magyar hangja: Harsányi Gábor (eredetileg Pathó István. A filmben, az első szinkronváltozatban Kerekes József, második szinkronváltozatban Csőre Gábor)

Névváltozatai: Pepi (a másik két szinkronváltozatban), Benő (a filmben)

### Cövek közeg
Cöveg közeg egy törvénytisztelő, kedves rendőr, körzetének csupán egyetlen gondja van, Turpi úrfi. Turpi rengetegszer ki is használja őt terveihez, így Cövek kötelességének érzi Turpi lebuktatását egyszer, ami nem akar sikerülni neki, mert a macska mindig másképp jár túl az eszén.

Magyar hangja: Áron László (eredetileg Horváth Pál. A filmben, az első szinkronváltozatban Perlaki István, második szinkronváltozatban Koroknay Géza)

Névváltozatai: Szimat (eredetileg), Fogdmeg (a film első szinkronváltozatban)

### Csücsök
Csücsök egy rózsaszín bundájú macska, aki Turpi legjobb barátja. Csücsök sokszor figyelmezteti Turpit terveinek veszélyességére, amit általában nem vesz komolyan. Egy leégett házban lakik eredetileg, ahogy azt az első részben láthatjuk.

Magyar hangja: Háda János (eredetileg Zenthe Ferenc. A filmben, az első szinkronváltozatban Varga T. József, második szinkronváltozatban Pusztaszeri Kornél)

Névváltozatai: Csucsu

### Ficsúr
Ficsúr egy barna kandúr, aki egyik legokosabb tagja a bandának, és leghűségesebb segítője Turpinak. Szabadidejében általában nőkkel találkozik, majd Turpi hívására faképnél hagyja őket. Karaktere Cary Grant személyéről lett mintázva.

Magyar hangja: Kolos István (eredetileg Nádai Pál. A filmben, az első szinkronváltozatban Bor Zoltán, második szinkronváltozatban Fesztbaum Béla)

Névváltozatai: Pipec

### Csoki
Csoki a csapat legidősebb tagja, barna bundája van, rajta látszik meg leginkább, hogy sikátorban él: sokszor használ szlenget, a szavak közt sokszor használja az izé kifejezést, valamint öltözködése neki a legcsapzottabb. Tapasztalt pókerjátékos, megjelenésében hasonlít Ficsúréhoz, habár jóval szétszórtabbnak néz ki.

Magyar hangja: Pusztaszeri Kornél (eredetileg Tyll Attila. A filmben, az első szinkronváltozatban Harsányi Gábor, második szinkronváltozatban Faragó József)

Névváltozatai: Izé

### Gógyi
Gógyi a csapat legkevésbé okos tagja, analfabéta, Turpi terveit, utasításait is sokszor nehezen képes felfogni. A csapat lebuktatója is volt már nem egy esetben. Megjelenésében alacsony, csenevész, gyenge testalkatú, vörös bundájú macska. Gyakran fecsegi el Turpi és a banda titkait Cöveknek akaratlanul is.

Magyar hangja: Alföldi Róbert (eredetileg Verebély Iván. A filmben, az első szinkronváltozatban Kocsis György, második szinkronváltozatban Cseke Péter)

Névváltozatai: Kobak